# منفعه (یمن)
 منفعه  به عربی ( المَنفعَة )، روستایی است در عزلهٔ (بعنس)، در ناحیهٔ (القریة)، از توابع استان مأرب در کشور یمن در شبه جزیره عربستان. 
جمعیت آن ۲۲۱ نفر (۱۱ خانوار) می‌باشد.